# Percy Bryant
Percy Bryant   (Saranac Lake, 12 de juny de 1897 - Nova York, 5 de juny de 1960) va ser un pilot de bobsleigh estatunidenc que va competir durant la dècada de 1930.
El 1932 va prendre part en els Jocs Olímpics de Lake Placid, on guanyà la medalla de plata en la prova de bobs a 4 formant equip amb Henry Homburger, Paul Stevens i Edmund Horton.